# 澳大利亚移民史
澳大利亚移民的历史大约始于五万年前，第一批移民是通过马来群岛和新几内亚来到澳洲大陆的古代澳洲原住民。
欧洲人的首次进入是在16世纪到17世纪，但是正式的群体性迁徙是从1788年1月26日才开始的。
而由海外到澳大利亚的移民人口，在过去的15年间由极大程度的增加。总迁入人口数量从1992年至1993年的30042人增加到了2006年至2007年的177600人，达到了历史的最高点。而这些移民中大部分是技术移民和家庭重组式的移民。同时今年偷渡到澳大利亚的人口也达到了历史最高点。
在2004-2005年间，总共有123424人移民到澳大利亚，他们当中有17736人来自非洲，54804人来自亚洲，21131人来自海外，18220人来自英国，1506人来自南美，还有2369人来自东欧。
2005年-2006年有131000人移民至澳大利亚，而预计2006-2007年澳洲的移民人口是143000。并且这个目标在2007-2008年定在142800至152800之间，同时还有13000个人道主义项目的人口定位。澳大利亚打开了国门，并且在2008-2009年间，计划移民人口达到了30万，达到了移民局自二战结束建立以来的历史最高点。

## 澳大利亚的移民历史
人类首次进入澳洲大陆的时间是在冰河时期，那个时候海面的高度和现在相差甚远。理论上来说，那个时候的人类通过马来群岛，到达当时还没有分割的澳洲大陆。
通过一条大陆桥连接了澳大利亚和新几内亚，而这条大陆桥只有在海水表面下降100-150米的时候才会存在。如果海平面在这个程度的话，澳大利亚的海岸线将会比现在长的多，甚至达到更远处的帝汶海，并且另外一条连接其他大陆并让最早的一批移民进入澳大利亚的通道。考古学对于这些移民的时间争论不休，但是被大多数都认同的并且有事实依据的理论是大约在40000至45000年以前，开始了澳大利亚的首批移民，当然这个理论并不能够得到全面的认可。有的也认为是在更早的60000年以前。
1788年1月26日，现在已经将这一天定为澳大利亞的國慶節，但是却被一些澳大利亚的原住民及其支持者们定为“灾难日”，“侵略日”。英国的第一支罪犯遣送船队在悉尼的Cove登陆，目的是为了在当地建立一个监狱。并且在同年的2月7日，正是宣布那里为新南威尔士殖民地。
而这个殖民地的最初目的是一个监狱和极少量的移民。自从建立的第一天起就开始接收来到各地的移民。由于从欧洲到澳大利亚的航行费用要远远高于美洲。殖民地发现很难吸引民众迁徙到这里。直到1840年，爱德华·吉本·维克菲尔德的想法的做法才解决了这个问题，他的做法是维持土地的高价格，但是为新移民提供津贴。而这一做法一直到新的自治政府成立以前一直被沿用。直到后来选民拒绝用罚款的税来为有就业竞争力的人提供工作机会。
淘金时代，开始于1851年，引发了人口数量的极大增长，包括很大数量的不列颠和爱尔兰移民，还有小数量的德国人和其他欧洲人口以及中国人。这些人群后来受到了不断增加的限制和种族歧视，而这使得他们大部分没有可能继续在这个国家留下来。联邦政府由多个澳大利亚殖民地组建起来以后，其最初的所有改革就包括1901年移民限制法案，也就是白澳政策，主要是为了限制非白人的移民。由于大英帝国的反对，这项非常显著的种族歧视政策没有被通过，但是一项由移民官随即抽查的欧洲语言控制机器的测试却开始执行。最后一个经历此测试的移民是在1909年。也许最高兴的人莫过于埃贡·欧文·基施，他是一个左翼的东欧记者，精通5门语言，但是却在苏格兰的语言测试中被认为是没有正常阅读和写作能力而被流放。

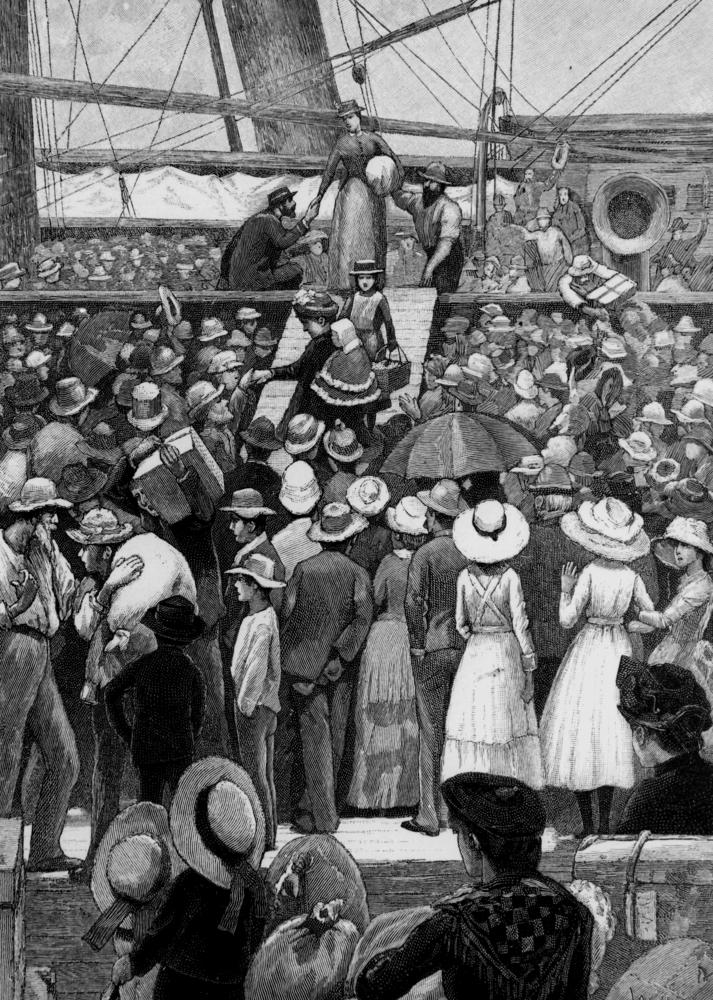
1885年，剛下船的移民群眾。

联邦政府还发现要想能够吸引各地的移民，必须要通过津贴新移民的方式，而且可以通过控制津贴的数量来控制移民人口，从而达到在不同的经济发展阶段都能够得到合适的移民数量。
由于1938年一个有5000个犹太人家庭组成的难民群体，通过获得官方的语言测试或者拥有官方的语言证书合法的移民到了澳大利亚，由此让澳大利亚政府感到不愉快，从而停止了之前的那项法令。
在第二次世界大战结束以后，为了有能力抵抗日本人的侵略，澳大利亚必须要人口繁荣昌盛，因此政府开始了大量的移民计划项目。成千上万的无家可归的欧洲人迁徙到了澳大利亚，而且有超过100万的英国民众在移民辅助计划的帮助下移民到了澳大利亚。而且被广泛的称作是10英镑一个人。移民的条件非常简单，只要你是欧洲人的血统，合理的健康条件，并且没有犯罪记录，那么你就能够成为澳大利亚的移民。

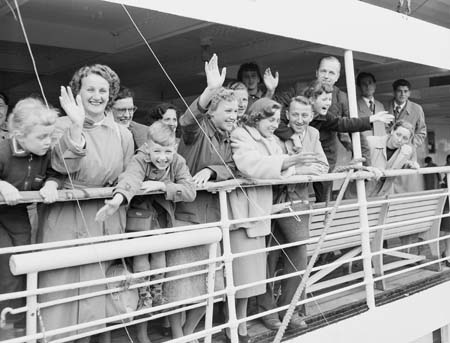
1954年，50,000名荷蘭移民進入澳洲。

大约在1970年左右的时候，移民政策发生了根本性的变化，自从1788年澳洲开始对外开放白人移民以来，首次出现了自愿移民数量高于政府所需求的数量。从那以后所有的移民津贴全部取消，并且移民需要的过程也变得越来越困难。
1972年，執政長達23年自由黨－鄉村黨保守派聯盟下台，澳大利亞工黨的惠特姆上台執政。惠特姆政府主張東方政策，在其任內，澳大利亞承認並和中華人民共和國建立外交關係，同年終結白澳政策。此後，亞洲移民開始進入澳洲，澳洲也正式成為亞太區的主要移民國家。

自1976年以來，移民至澳洲的人口數據。

在2001年的大选中，伊斯兰恐怖主義问题和边境线保护问题成为了焦点，而这些都是由于诸如美国911事件，坦帕事件，海外儿童事件以及SIEV-X沉没事件引起的。而这些都成为了对于太平洋问题解决方案的大選讨论内容。約翰·霍华德政府由于其支持美國的小布什对于伊斯兰恐怖主義的強硬政策而最终第三度取得大选胜利，並為他在2004年再度連任，連續11年半執政。但是，即便如此，在霍华德的保守派政府执政期间，海外移民的数量仍然显著的在增加，特別是來自中國和印度等亞洲國家。

## 澳大利亚公民出生国的数据调查

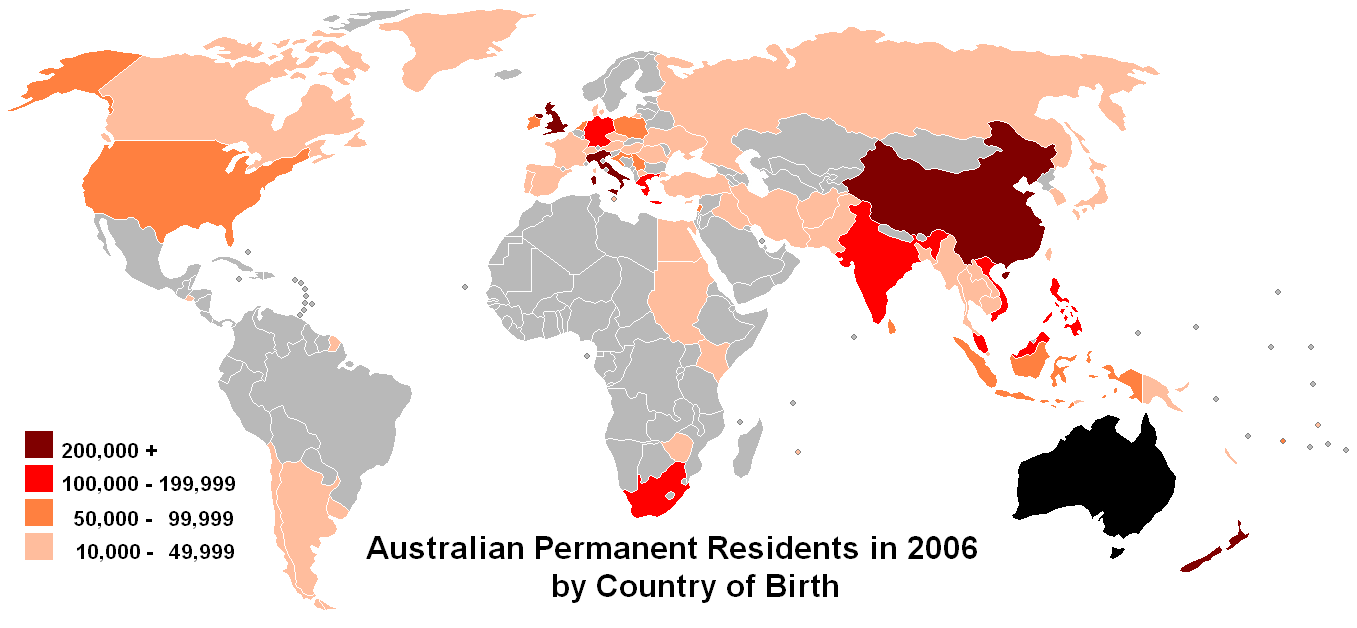
澳大利亚公民出生国图像，2006年
来源：澳大利亚统计局

根据澳大利亚统计局2006年年中的数据报告，有4956863位澳大利亚公民不是在澳大利亚本土出生，差不多是总人口的24%。
| 出生国         | 估计居民人口 |
| -------------- | ------------ |
| 英国           | 1,153,264    |
| 新西兰         | 476,719      |
| 中国           | 279,447      |
| 意大利         | 220,469      |
| 越南           | 180,352      |
| 印度           | 153,579      |
| 菲律宾         | 135,619      |
| 希腊           | 125,849      |
| 南非           | 118,816      |
| 德国           | 114,921      |
| 马来西亚       | 103,947      |
| 荷兰           | 86,950       |
| 黎巴嫩         | 86,599       |
| 斯里兰卡       | 70,908       |
| 塞尔维亚和黑山 | 68,879       |
| 印度尼西亚     | 67,952       |
| 美国           | 64,832       |
| 波兰           | 59,221       |
| 斐济           | 58,815       |
| 爱尔兰         | 57,338       |
| 克罗地亚       | 56,540       |

### 移民构成
根据2006年的数据，在人口构成上面还有很大的不同。
新南威尔士州是人口最多的州，同时也是外国出生人口占比例最高的，本地出生人口有1544023人，很多不同国家的人口都集中在这个州，有74.5%的黎巴嫩出生，63.1%的意大利出生，63%的韩国出生，59.4%的斐济出生，还有59.4%的中国出生的澳大利亚公民。
维多利亚州，人口第二大的州，同时也是新移民人口比例第二位的州，黎巴嫩50.6%，土耳其50.1%，希腊49.4%，最后意大利41.6%。
西澳大利亚州，有528827的海外出生公民，在总人口的占有率最高。这个州吸引了29.6%的新加坡出生的澳洲公民，同时英国出生人口比起新南威尔士最多的英国出生人口相差也很少。
昆士兰州有695525个海外出生的公民，同时也有很大比例的来自新几内亚和新西兰的人口。

## 环境，经济和社会影响
澳大利亚的多民族移民组成的社区根据经验或者自然发展有着各种不同的层面影响。2002年，一个名为“未来抉择”的人口研究在DIMA的指导下开支，列出了由移民促进的人口增长未来可能出现的六个大的问题。包括，由年龄人口不断增长被大量外来移民的冲淡的人口年龄结构分化，为了处理国内消耗而带来的大量的贸易逆差，不断扩大的汽车排放引起的温室效应，过度开发耕地，渔业以及天然气以及其他资源的开发，还有城郊空气质量的下降，河流质量下降以及有毒化学物质的不断增多.

### 环境
一些澳大利亚的环境迁徙组织，尤其是澳大利亚人口维持机构，认为由于澳大利亚内陆的沙漠性气候原因，澳大利亚的人口出生率不可能在没有人口爆炸的情况下维持，同时还指出，由于自然生态环境会由于气候的迁移运动而发生变化，尤其是在大陆的南部地区会出现更多的高温以及极限天气或者干旱，而这些会导致某些地区不能维持现有的大量人口。同时一个英国的乐观人口确认组织也支持这种人口爆炸情况的观点，并指出要澳洲大陆的合理标准生活标准人口数量应该是在1千万左右，现在已经到了2千多万，因此实际上2.1千万人口实际上是降低了生活标准的。
同时还争论着另外一个观点，新移民因为大部分是从那些温室效应地或者汽车排放率低的地区迁徙进来的，因此新移民还促进了气候变迁的发生。有相当一部分的气象观察家认为人口数量的控制对于全球化的温室效应有着至关重要的作用。而有澳大利亚的机构调查数据也显示，人口数量的激增是促进温室效应和汽车排放的最主要因素。甚至，这些调查还分析处了新移民的原国家的平均汽车排放量是澳大利亚现在水平的42%，也就是说，实际上移民澳大利亚提高了他们的生活质量同时也促进了全球的温室效应。而且还计算出了大约每7万名新移民就会导致在2012年多2千万吨的温室气体，2020年的时候多3千万吨。而对应着这种说法，一项自然科学调查声称新移民并没有对全球气候变暖产生任何影响，因为尽管很多人口都移民到一个国家，但是全球性的人口移民并不能对全球人口总量发生影响。

### 住房
一些观点认为，根据自然人口增长以及部分其它的经济因素，澳大利亚的新移民因为租房住由此对大面积的便宜供应住房短缺做出了极大的贡献，尤其是在那些主要大城市。有很多经济学家，包括麦格理银行分析家罗里·罗伯特森确定的认为大量的移民已经迁徙人口聚集在首府城市加剧了便宜供应住房的问题。根据他的说法，联邦采用各种政策来处理住房的需求问题，例如首都区的高住房税用于补贴高水平的移民水准，而这些政策都取得了比开发郊区更加显著的效果。尽管如此，生产委员会仍然不认为人口压力是住房紧缺问题的主要原因，他们认为导致住房紧缺主要还是由于人们对于住房条件和住房位置越来越高的要求导致。

### 就業
根据研究，由于数以千计的IT从业者的大量涌入，并在新的电脑科技各个方面的行业内竞争，导致IT行业的工资水平在慢慢的下降。但同时另一项由DIAC组织的研究表明由于大量的受过高等教育的新移民的涌入，使澳大利亚的那些没有技能的行业的工资水平也有上升趋势。
澳大利亚的一些贸易组织也曾爆料，由于国外雇员的薪水相对本地员工要低，因此有时候他们更倾向于选择国家雇员从而躲避本地员工的高福利待遇。

### 经济
前联邦财政部长，Peter Costello認為由于澳大利亚的低出生率导致本地人口稀少，並且主張低迷的人口出生率会导致人口年龄结构变化和劳工市场的竞争力衰退，从而长期地给经济带来不利影响。为了预防这种情况的出现，政府增加新移民来填补劳动力市场，并且提供育兒補助給有多个孩子的家庭。不过，也有反对这种说法的组织，如澳大利亚的人口维持机构根据现在进行的新移民政策和其他一些计划认为澳大利亚不可能出现人口负增长的情况。
但是对于新移民是否能够减缓澳大利亚人口老龄化的问题还是并不确定，在一份名为澳洲人口财富的研究报告里面，政治家彼得·麦克唐纳指出新移民对减缓人口老龄化是彻底的无用功。尽管如此，Creedy和Alvaredo认为，如果每年新移民数量是8万，那么2031年的时候澳洲65岁以上的人口会在人口比例里面下降1.1个百分点，如果是每年17万的话，2031年会下降3.1个百分点。因此在John Howard的领导下，2007年的澳洲新移民数量达到了每年16万。
前Howards政府的移民局部长Kevin Andrews也支持这种通过新移民来减缓人口结构老龄化的方案。他说，海外移民总数和澳大利亚的总移民数同样重要，因为移民的平均年龄比现有公民人口的平均年龄要低，有百分之70的移民在15－44岁之间，比起现有公民的百分之43的比例要大得多，而且只有百分之10的移民在45岁以上，而现有澳洲公民的这个比率是百分之38。
前Fairfax媒体的经济专栏作家Ross Gittins支持移民部部长，并声称现在的社会党把主要目标放在有技能的移民上面，很好的降低了新移民的评价年龄。有超过一半以上的移民在15－34岁之间，而我们的公民人口这个比例只有百分之28。而且只有百分之2的永久性移民年龄才在65岁以上，而我们公民人口的这个比例是百分之13。所以根据这些数据，他认为移民实实在在的缓解了澳大利亚的人口老龄化问题。同时他认为，强调有技术的移民政策能够进一步促进经济的发展。经过Gittens建议技能工人对于经济发展的贡献，但是没有技能移民的重要性也同要重要。财政部长Eric Ripper声称在澳洲的主要城市有不少的大型工作项目因为缺乏有技术工人和低技术工人而搁浅。
通过对以往信息的分析，Addison和Worswick得出以下结论“没有证据显示新移民对于年轻人或者无技能人群的福利有任何的负面影响”，另外，Addison的研究还得出结论，新移民不但没有降低本地工人的就业率，反而降低了总体的失业率。
2005年7月，生产力委员会开展了一项关于新移民和人口增长对于经济发展的影响的调查，并且在2006年１月１７日发布其最初调查结果。报告显示高数量的新移民数量（超过基本模型百分之50的情况）将会在2024－2025年导致每个人的平均收入达到335澳元，这个数字被形容为非常之小，同时报告还指出澳大利亚公民的平均工作时间将会增加百分之1.3。几乎是两倍于收入增长的比例。
在一项澳大利亚经济回顾的调查中，Junankar证实了在1908年间，由Hawke政府执政的新移民政策确实降低了失业率。
Gittens还声称在澳大利亚有值考虑的对于移民的反对意见，因为人们认为这些新移民回抢走他们的饭碗。但是实际上这些移民的确增加了就业人口的数量，加剧了劳动力市场的人才供应，但是这些移民以及跟随而来的家庭却常常带来更多的对于劳动力市场的需求。

### 基础设施
类似诸如澳大利亚人口维持组织这样的个人和业余团体曾经开展过对于生产力工作位置的调查报告。提到在抛开其他不说，新移民会导致的平均个人财富的降低，环境质量下降，以及对于公共设施的过度使用，同时还会对于以后的新公共设施提出更高的要求。这个报告在最终的结论中还指出，当然对于如何准确的衡量又与生产力发展和经济增长对于环境带来的影响，或者任何可靠的数据能够证明新移民带来贡献和影响。
澳大利亚是一个高移民程度的国家，类似加拿大这种最高移民比率的国家和美国。这个其他一些经济发达国家诸如日本不一样。比如日本就有历史和微量的移民。因此由于人口数量下降必须要从新思考这个政策。
《华尔街日报》上一篇由来自芝加哥大学的诺贝尔奖获奖者的经济学家加里·贝克提到，对于那些面临人口下降以及人口老龄化问题的国家而言，唯一的解决方法就是打开国门。但是，在大部分的国家里面，大量的引入移民回导致多方面的政治，经济以及社会问题。比如日本就非常反对大量移民的涌入，因为日本历史上就非常不情愿的看到很多外国人在他们国家定居，因此类似向日本，俄罗斯等等这样的国家，将会在以后面临一个非常严重的经济问题。

## 移民和澳洲政策
两个澳大利亚的主要政党同时都支持高数量的移民政策。当约翰·霍华德成为首相的时候，总移民数量在不断的增加，而且新移民的数量在自从他上任以后还一直呈上升趋势。对于大量新移民政策的拥护者包括Amanda Vanstone, John Howard, Peter Costello, Kim Beazley, and Steve Bracks，而反对的意见主要来自前新南威尔士的州长Bob Carr，因为它面对的环境问题导致在他提出反对意见。Peter Costello相信高数量的人口增长对于澳大利亚的经济增长有着不可估量的重要作用。
Fairfax媒体的评论员Ross Gittens，曾经把首相霍华德拿来开玩笑，认为他正是由于支持高数量移民政策而得到了那些拥有很多非法移民为员工的老板的支持而最终获得了大选的胜利。
在2006年，Kim Beazley的工党提出了对于大数量临时移民工作（外国雇员）重要性的质疑。认为对于雇主来说这是最简单的降低员工福利的方法。而同时，他还估计了大约有一百万的澳大利亚人在海外工作。
2007年的多民族党派的官方文件里面有一份名为“他们在未来的角色”的文档，在这份文档里面Coalition的移民政策是解决一切由于种族，宗教，性别，国籍，以及祖国的不同而导致的歧视问题。在阻止了非洲移民以后，这份文档就从多民族党的主页上面消失了。
有一个反移民党派，是Pauline Hanson在九十年代末建立的叫做一个国家党，而且这个党曾经有一段时间一度取得显著的选票成果，尤其是在党的家乡，昆士兰。但是他的拥护者非常少。他的政策是零移民政策，并且断言，从环境角度看澳大利亚已经接近他的能力极限，经济情况也越来越不稳定，如果继续这样移民的话，那将会最终导致澳大利亚被宗教分裂。
在民族党的政策预案里面，尤其针对儿童受的影响，攻击了很多宗教，社区，以及政治团体，包括国家教堂，国际赦免法庭，澳大利亚民主协会，澳大利亚绿色组织，以及澳大利亚难民保护组织。
2008年7月联邦劳动部门的陆克文宣布，除非那些经常违反护照规定或者由安全和健康隐患的人能够宣称自己对大氛围的社区负责，强制性检查将会停止。

## 移民中介
申请澳大利亚移民可以通过雇佣移民中介或者律师来帮助处理VISA的办理问题。而这些移民中介必须是通过政府的官方移民中介注册的人员。尽管，移民中介和律师在教育和培训上面有极大的差异，但是移民中介必须拥有一个代表拥有移民法律资格和实践经验的证书。在1998年，有超过18%的MARA认证是拥有实践证书的法律顾问获得。要想了解一个中介已经被注册了多少年，通过他们的7位数的注册号的前两位就可以了解到他们的注册年份，只有1998年5月份的注册中介才是5位编码的注册号。
澳大利亚的移民中介都有MARA认证，否是合法，但是这个只限于在澳大利亚境内执业的移民中介。中国的移民中介必须获得公安部出入境管理处颁发的因私出入境中介经营许可证。公安部每隔一段时间就会公布一批中介公司名单，详情可以去中国公安部网上查询。
当然，移民局也明确规定，申请人完全可以自己递交移民申请，大家习惯称之为：DIY（Do it yourself）移民，也叫自助移民。

## 移民和迁徙服务
对于新的移民，难民，政治庇护，以及得到国家共同基金的人，有多种多样的以社区为基础的服务。如移民资源中心。当然，政治庇护人员将不能得到这种服务，但是针对他们有一种专门的政治庇护人员服务。

## 相關
- 各國移民數列表